# Anthony De Longis

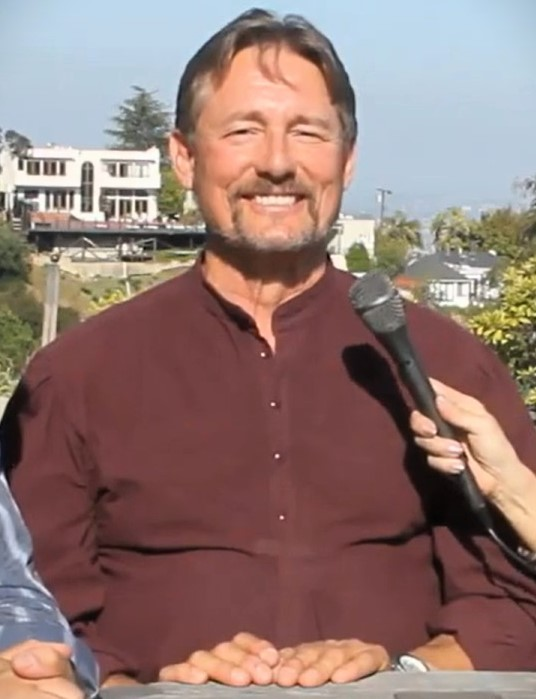
Anthony De Longis (Videostandbild, 2011)

Anthony Charles De Longis (* 23. März 1950 in Glendale, Kalifornien) ist ein US-amerikanisch-kanadischer Schauspieler, Stuntman und Choreograf.

## Leben
De Longis wuchs in London, Ontario, Kanada auf.
Er absolvierte eine Schauspielausbildung an der California State University in Northridge, die er mit einem Schauspieldiplom abschloss. Erste Bühnenerfahrungen sammelte De Longis als Darsteller und Fechttrainer beim Stratford Shakespeare Festival in Stratford, Ontario.
Nach einem einzelnen Filmauftritt 1969 war er seit 1976 regelmäßig im Fernsehen und in Kinoproduktionen zu sehen. 1985 hatte er einen Auftritt in der Seifenoper Zeit der Sehnsucht als Claus Van Zandt und 1989 als Leo Mitchell in California Clan. Er hatte auch Gastauftritte in zahlreichen anderen Fernsehserien, unter anderem in Kampfstern Galactica, V – Die außerirdischen Besucher kommen, Babylon 5, Queen of Swords und MacGyver. In der Serie Queen of Swords arbeitete er auch als Stuntkoordinator und Schwertmeister. De Longis übernahm auch eine Sprechrolle in dem Star-Trek-Computerspiel Star Trek: Judgment Rites.
Seine bekannteste Filmrolle war als Blade in Masters of the Universe von 1987, wo er auch Stuntdouble von Frank Langella war. De Longis ist auch bekannt durch seine wiederkehrende Rolle während der ersten beiden Staffeln von Star Trek: Raumschiff Voyager als Erster Maje Jal Culluh, Anführer der Kazon-Nistrim.
In den 1990er Jahren hatte er Rollen in Highlander, 1994 als Lymon Kurlow in der dritten Staffel (Folge: Blackmail) und 1997 als Octavio Consone in der fünften Staffel (Folge: Duende). Da er Kampfkünstler und Waffenmeister in mehreren Disziplinen ist, spielte er 2006 einen Schwertkämpfer an der Seite von Jet Li in dem Martial-Arts-Film Fearless. Er erteilte Harrison Ford eine umfangreiche Einweisung im Umgang mit Peitschen für Indiana Jones und das Königreich des Kristallschädels von 2008. Er lehrte auch Michelle Pfeiffer den Umgang mit der Bullenpeitsche für ihre Rolle als Catwoman. Außerdem unterrichtete er Tessie Santiago für ihre Rolle als Queen of Swords im Umgang mit Schwert und Peitsche.
De Longis wirkte seit den 1970er Jahren auch in zahlreichen Theaterproduktionen mit. 1974 stand er gemeinsam mit Vanessa Redgrave und Charlton Heston in Los Angeles in Macbeth auf der Bühne. Von 1983 bis 1984 spielte er am Old Globe Theatre in San Diego in einer Bühnenfassung von Rashomon. 1999 übernahm er am Ventura Court Theatre in Studio City den Grafen Zescu in dem Theaterstück A Vampire Reflects von Frank Semerano. Es folgten mehrere Theaterproduktionen in Los Angeles. Am Ahmanson Theatre spielte er den Vicomte de Valvert in Cyrano de Bergerac von Edmond Rostand an der Seite von Richard Chamberlain.
Des Weiteren übernahm De Longis zahlreiche weitere Rollen in den Stücken von William Shakespeare. So spielte er am Old Globe Theatre in San Diego den Prince John of Lancaster in Heinrich IV., den Edgar in König Lear, den Magnifico in Der Kaufmann von Venedig, den Tybalt in Romeo und Julia und den Valentin in Was ihr wollt. Am Globe Playhouse in Los Angeles spielte er den Jago in Othello. Am Theatre 40 in Los Angeles trat er als Güldenstern in Hamlet und als Vincentio in Maß für Maß auf. Am John Anson Ford Theatre in Hollywood spielte er in Romeo und Julia den Grafen Paris. Außerdem war er am Theatre 40 als Güldenstern in Tom Stoppards absurder Tragikomödie Rosenkrantz und Güldenstern sind tot zu sehen.
Bei einigen dieser Inszenierungen übernahm De Longis gleichzeitig die Choreografie für die Kampf- und Fechtszenen. Außerdem choreografierte er die Kampfszenen bei weiteren Theaterproduktionen in Los Angeles. Er schuf auch die Choreografien für mehrere Operninszenierungen der Los Angeles Opera im Los Angeles Music Center. Seit 1985 ist er bei der Los Angeles Opera als Fight Director für die Einstudierung sämtlicher Fecht- und Kampfszenen verantwortlich.
De Longis unterrichtet seit mittlerweile über zwanzig Jahren Fechten, Bühnenkampf und Bewegungslehre am Theater Department der University of California, Los Angeles.
Er schreibt Artikel und Beiträge für verschiedene Magazine und Fachzeitschriften, unter anderem für Fight Master, Inside Karate und Martial Arts Insider.
De Longis besitzt die amerikanische Staatsangehörigkeit und den Permanent-Resident-Status in Kanada. Er lebt abwechselnd in Los Angeles und in Vancouver.

## Filmografie
- 1969: Ein Stall voll süßer Bubis (The Gay Deceivers)
- 1976: Der scharlachrote Pirat (Swashbuckler)
- 1977: Eine amerikanische Familie (Family, Fernsehserie, 1 Episode)
- 1977: Quincy (Quincey, M.E., Fernsehserie, 1 Episode)
- 1978: Das Geheimnis des blinden Meisters (Circle of Iron)
- 1979: Kampfstern Galactica (Battlestar Galactica, Fernsehserie, 2 Episoden)
- 1981: Helden der Straße (King of the Mountain)
- 1982: Talon im Kampf gegen das Imperium (The Sword and the Sorcerer)
- 1984: Das A-Team (The A-Team, Fernsehserie, 1 Episode)
- 1984: Trapper John, M.D. (Fernsehserie)
- 1984: Frauen wie Samt und Stahl (Velvet, Fernsehfilm)
- 1984: Der Krieger und die Hexe (The Warrior and the Sorceress)
- 1984: V – Die außerirdischen Besucher kommen (V, Fernsehserie, 1 Episode)
- 1984: Mord ist ihr Hobby (Murder, She Wrote, Fernsehserie, 1 Episode)
- 1984: General Hospital (Fernsehserie, 1 Episode)
- 1985–1990: Zeit der Sehnsucht (Days of Our Lives, Fernsehserie, 31 Episoden)
- 1986: Teuflische Klasse (Dangerously Close)
- 1986: The Twilight Zone (Fernsehserie, 1 Episode)
- 1986–1987: MacGyver (Fernsehserie, 3 Episoden)
- 1987: Masters of the Universe
- 1988: Sledge Hammer! (Fernsehserie, 1 Episode)
- 1989: California Clan (Santa Barbara, Fernsehserie, 8 Episoden)
- 1992: In einem fernen Land (Far and Away)
- 1992: Batmans Rückkehr (Batmans Return)
- 1994: Die Todesliste (The Feminine Touch)
- 1994, 1997: Highlander (Fernsehserie, 2 Episoden)
- 1995: Gnadenlos (Expect No Mercy)
- 1995–1996: Star Trek: Raumschiff Voyager (Star Trek: Voyager, Fernsehserie, 5 Episoden)
- 1997: Deadlock
- 1998: Sindbad – Die Schlacht der schwarzen Ritter (Sinbad: The Battle of the Dark Knights, Fernsehserie, 1 Episode)
- 2000, 2001: Queen of Swords (Fernsehserie, 2 Episoden)
- 2004: Emergency Room – Die Notaufnahme (ER, Fernsehserie, 1 Episode)
- 2006: Fearless (Huo Yuan Jia)
- 2007: Familienstreit de Luxe (The War at Home, Fernsehserie, 1 Episode)
- 2009: Double Duty
- 2009–2011: The Hunted (Fernsehserie, 6 Episoden)
- 2013: Gangster Squad
- 2013: Nightcomer
- 2015: The Hunted
- 2016: The Code of Cain
- 2016: American Knights
- 2016: Six Gun Savior
- 2018: Dead Men – Das Gold der Apachen (Dead Men)
- 2020: The Debt Collector 2